# 结局 (戏剧)
在戏剧中，尤其是古典悲剧中，结局是一首诗或叙事情节的最终解决方案，它揭开了阴谋并使整部作品结束。在喜剧中，这可能是主角之间的婚姻；在悲剧中，可能是一个或多个主角的死亡。它是戏剧的最后部分，继原点、上位和转移之后。
结局或简单或复杂，寓言和行动也由此而定。在一场简单的结局中，主角的状态没有改变，也没有任何发现或解开；情节只是一个平息激动、安静和休息的过渡。这场灾难更多地符合了史诗的本质，而不是悲剧的必需。 
在一场复杂的结局中，主角经历了命运的改变，有时是通过发现，有时是没有发现。这种变化的条件是它是可能的和必然的：为了成为可能，它必须是前述行为的自然结果或效果，即它必须源于主体本身，或从事件中产生，并且不仅仅是为了剧情转变而引入。 
复杂结局中的发现必须具有与结局本身相同的地位，它是结局的主要部分：它必须既是可能的又是必然的。为了成为可能，它必须源于主题；不受标记或暗示、回环、节点或单纯回忆的影响，就像古代和现代戏剧里经常表现的那样。为了必要，它绝不能让所涉及的人物沉迷于之前的情感中，尽管它仍然会激发爱或恨等。有时，改变在于发现，改变可能会延迟，也可以立即发生；例如， 《俄狄浦斯王》中使用了后者。 
1. 1 2 3  Lua错误：expandTemplate: template "cite Cyclopaedia 1728" does not exist。